# Ben Aronov
Ben Aronov (auch Benny Aronov, * 16. Oktober 1932 in Gary, Indiana; † 3. Mai 2015 in Aix-en-Provence) war ein US-amerikanischer Jazzpianist, der sich u. a. auch als Keyboarder und Arrangeur betätigte.

## Leben und Wirken
Aronov studierte an der University of Tulsa und an der Manhattan School of Music.  Anfang der 1950er-Jahre arbeitete er als Pianist im Orchester von Jerry Wald, bevor er nach Kalifornien zog, wo er mit den Lighthouse All-Stars und Terry Gibbs spielte, ferner als Begleitmusiker von June Christy und Lena Horne. Ab dem folgenden Jahrzehnt lebte er in New York City und arbeitete u. a. mit Al Cohn und Zoot Sims, Lee Konitz, Jim Hall, Benny Goodman, Warren Vaché, Ken Peplowski und Carmen Leggio, außerdem als Begleiter der Sängerinnen Susannah McCorkle, Marlene VerPlanck und Morgana King. Daneben leitete er eigene Duo- und Trio-Formationen, mit denen er in New Yorker Jazzclubs auftrat. Unter eigenem Namen spielte er eine Reihe von Alben ein, darunter ein Duoalbum mit dem Bassisten Jay Leonhart. Weiterhin trat von 1982 bis 2000 als Keyboarder in der  Broadway-Aufführung des Musicals Cats auf. Dann zog er mit seiner Frau in die Provence, um dort seinen Ruhestand zu verbringen. Bis zu seinem Tod 2015 trat Aronov gelegentlich als Pianist in Europa auf; letzte Aufnahmen entstanden 2007 in London und Paris. Im Bereich des Jazz war er zwischen 1956 und 2007 an 71 Aufnahmesessions beteiligt, außer den Genannten auch mit Astrud Gilberto, Budd Johnson, Chuck Israels, Peter Herbolzheimer, Mark Murphy, Harvie Swartz, Eddie Bert, George Masso, Wayne Roberts und Barbara Lea.

## Diskographische Hinweise
- Suavity (Progressive 1977), mit Jay Leonhart, Billy Hart (wiederveröffentlicht unter dem Titel Introducing Ben Aronov[5])
- Shadowbox (Choice, 1979), mit Tom Harrell, Bob Brookmeyer, Buster Williams, Joe LaBarbera
- Alone Together (Wolfrose, 1982), mit Jay Leonhart
- The Best Thing for Me (Arbors Jazz 1997), mit Ken Peplowski, Murray Wall, Tom Melito
- Falling Grace (2007), mit Vincent Strazzieri, Cedrick Bel